# 噁唑
㗁唑（Oxazole）是一大类有机杂环化合物的母体，含有一个氧杂原子和一个氮杂原子。

## 生物化学
在生物化学中，由丝氨酸和苏氨酸非核糖体多肽环化然后氧化就可以得到噁唑。
在生物体内，噁唑并不像噻唑那样普遍，后者是噁唑的类似物，用硫原子取代噁唑中的氧原子。

## 性质
噁唑是一个芳香性化合物，但是其芳香性不及噻唑。噁唑也是一个弱碱，其共轭酸的pKa值是0.8，相比而言，咪唑的共轭酸的pKa是7。

## 有机合成
对于噁唑，经典的有机合成方法有以下几种：
- Robinson-Gabriel合成：对2-酰氨酮脱水得到噁唑。
- 费歇尔噁唑合成：通过氰醇和醛合成噁唑。
- Bredereck反应：α-卤代酮与甲酰胺合成噁唑。
- 其他文献上提到过的方法：
  - 噁唑也能够通过某些炔丙基胺的环化异构化生成。 在一个实验中[3] ，化学家使用一次性合成法合成了噁唑，过程是首先用炔丙基胺与苯甲酰氯缩合形成酰胺，然后经过一个端基炔的Sonogashira偶联反应，然后再加入同样当量的苯甲酰氯，最后由对甲基苯磺酸催化完成环化异构化形成产物。

- - 噁唑也可以通过苯甲酰氯和异腈化合物反应制得。[4]

## 有机反应
- 在C2位置对噁唑进行去质子化常常伴随着异腈化合物的开环。
- 在有活化基的情况下可以在C5发生亲电芳香取代反应。
- 若C2位置有离去集团，则可以发生亲核芳香取代反应。
- 由噁唑双烯发生狄尔斯-阿尔德反应，然后脱去氧原子形成嘧啶。
- 4-酰基噁唑的康福斯重排是一个热重排反应，酰基部分和C5发生重排。
- 多种氧化反应。其中一例 [5]是对4,5-二苯基噁唑的氧化。将其与三当量的硝酸铈铵反应生成甲酰胺与苯甲酸：

在平衡的半反应中可以看出，对于一当量的噁唑，该反应消耗了三当量的水，产生了四个质子和四个电子，后者是来自CeIV。